# 食饼筒

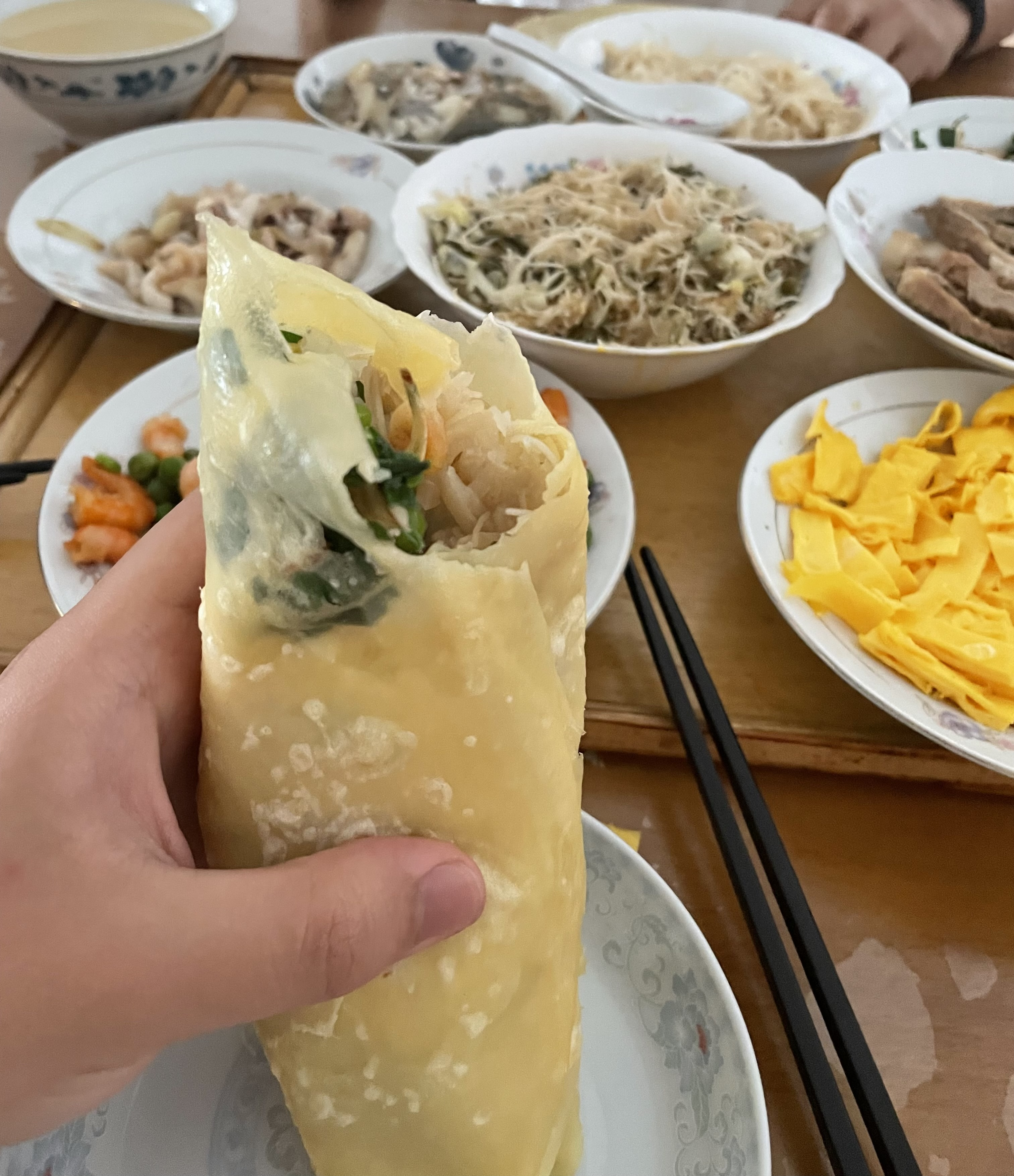

食饼筒（临海、椒黄路3区（黄岩、椒江、路桥）、仙居称“食饼筒”；临海也称“麦油脂”；三门称“麦焦”；天台称“饺饼筒”；温岭称“拭饼”、“食饼”、“席饼”、“麦饼”等；玉环称“锡饼”，宁波宁海县叫“麦饺筒”）是中国浙江省台州市的一种传统小吃。它类似于煎饼、春卷等，呈圆筒形，内含多样的馅料。台州人在端午、立夏等节日经常制作食饼筒。

## 历史
食饼筒的由来众说纷纭，主要有幾种说法。一是相传是在明朝中期，浙江的东南沿海百姓为了支援戚继光抗击倭寇，用家中的原料制作成菜来犒劳将士，但不便携带，就用薄饼包裹，形成了现在的食饼筒。二是传说济公为了处置剩菜，就把剩菜包裹在薄饼中，留至下一顿吃，成了食饼筒。第三种则与第一种有些类似，认为食饼筒是戚家军来台州抗倭时从北方带来的。
1955年2月，玉环沿海岛屿被中国人民解放军攻占，大陈岛周围各岛屿居民被中华民国政府撤离到臺灣島，其中含原玉環轄下島嶼居民一千餘人。他们在台湾建立玉环新村，把玉环一带的锡饼也带了过去，并延续了玉环在端午时节吃锡饼的习惯。
目前，食饼筒已成为台州人接待外来客人的一张新名片，台州很多酒店都会做食饼筒。

## 概况

### 外形馅料
食饼筒类似于山东的煎饼或北京的春卷。摊开面皮，包上馅料后，卷成直径约5厘米的圆筒状，再舀一勺汤从圆筒上方的洞口往下浇灌即可。面皮通常由“地莓”（即佛耳草、鼠曲草）、苎叶（苎麻的叶）等做成。食饼筒的馅料一般包括蛋丝、红烧肉、韭菜、洋葱炒肉、卷心菜，绿豆芽等，但实际上只要自己喜欢，什么菜都可以包进去。包好以后，天台、三门、临海、椒黄路3区等地还会把食饼筒放在油锅里煎一下。

### 风俗习惯
虽然食饼筒可以随时制作，但台州地区仍保留在一些节日吃食饼筒的习惯。每逢立夏、端午、五月十三、春节等节日，台州人便会做食饼筒，其中端午节更是在台州被称为“麦饼节”。《温岭县志》中记载，温岭地区在端午时节，家家户户吃食饼筒，只有少数人家吃粽子。而在农历七月半，玉环一带有做锡饼菜拜祖宗的习惯。其中，玉环沙门人做锡饼，要待拜好祖宗后才可以吃。